# دنیل مسینا
دنیل مسینا (انگلیسی: Daniel Messina؛ زادهٔ ۵ مهٔ ۱۹۶۲) بازیکن فوتبال اهل آرژانتین است.
از باشگاه‌هایی که در آن بازی کرده‌است می‌توان به باشگاه فوتبال ریور پلاته، باشگاه فوتبال ولز سارسفیلد، باشگاه فوتبال بلومینگ، باشگاه فوتبال الچه، و باشگاه فوتبال اتلتیکو هوراکان اشاره کرد.